# Liste des chapelles de la cathédrale Sainte-Marie d'Auch
Liste des chapelles de la cathédrale Sainte-Marie d'Auch

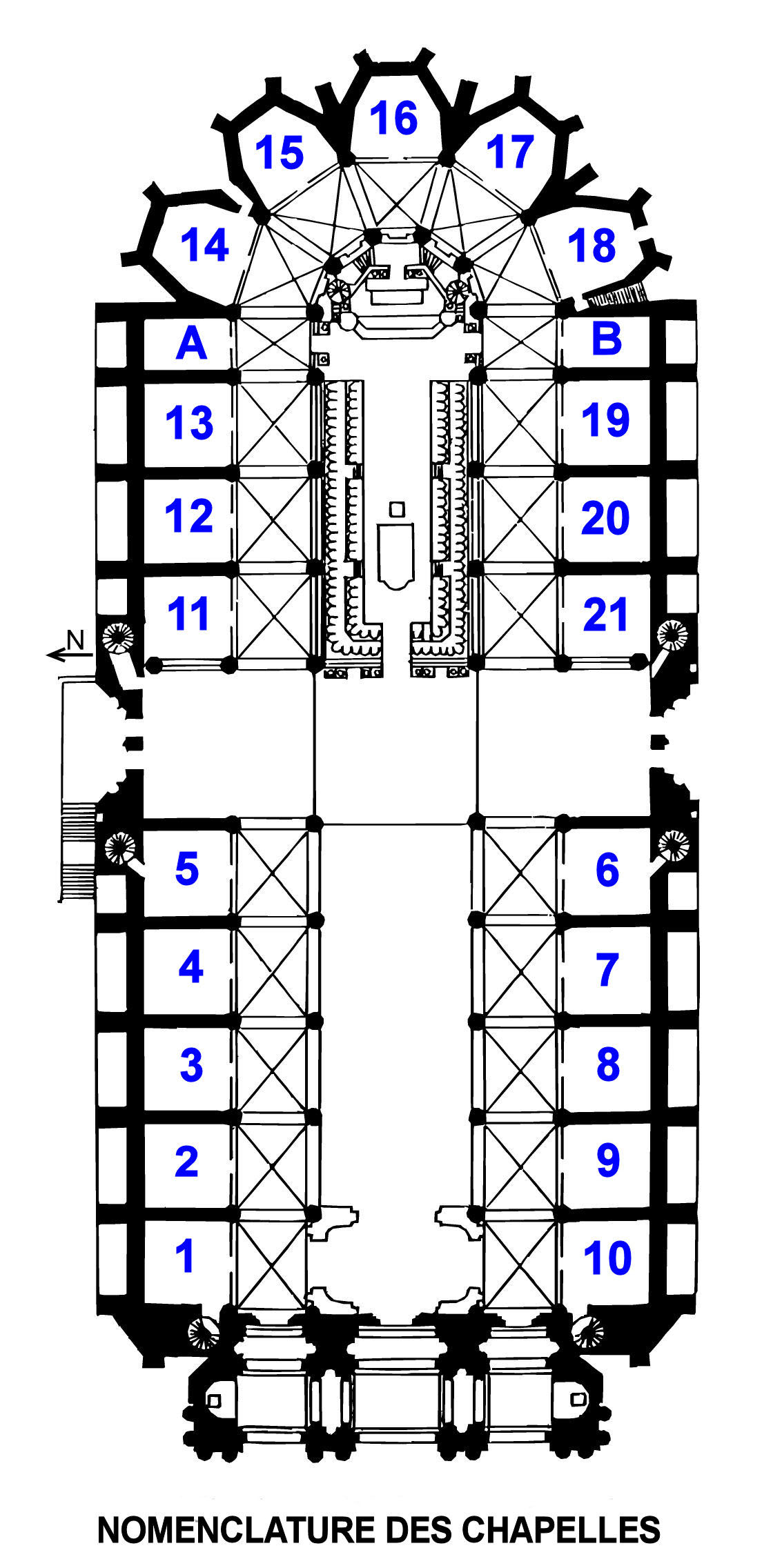
Cathédrale Sainte-Marie d'Auch

| Liste des chapelles |                            |                          |
| Numéro              | Nom originel               | Nom actuel               |
| 1                   | Immaculée Conception       | -                        |
| 2                   | Nativité de la Vierge      | Sainte-Thérèse-d'Avila   |
| 3                   | Présentation               | -                        |
| 4                   | Saint-Joseph               | -                        |
| 5                   | Annonciation               | -                        |
| 6                   | Saint-Jean-Baptiste        | -                        |
| 7                   | Nativité du Christ         | -                        |
| 8                   | Purification               | -                        |
| 9                   | Notre-Dame des Agonisants  | -                        |
| 10                  | Assomption                 | -                        |
| 11                  | Purgatoire                 | -                        |
| 12                  | Saint-Martial              | Saint-Cœur de Marie      |
| 13                  | Saint-Jacques              | Notre-Dame de Pitié      |
| 14                  | Sainte-Anne                | -                        |
| 15                  | Sainte-Catherine           | -                        |
| 16                  | Saint-Sacrement            | -                        |
| 17                  | Saint-Sépulcre             | -                        |
| 18                  | (n'était pas une chapelle) | Saint-Louis              |
| 19                  | Compassion ou Passion      | -                        |
| 20                  | Ascension                  | Notre-Dame d'Espérance   |
| 21                  | Saint-Esprit               | Notre-Dame (depuis 1860) |

## Les chapelles

### (1) Chapelle de l'Immaculée Conception

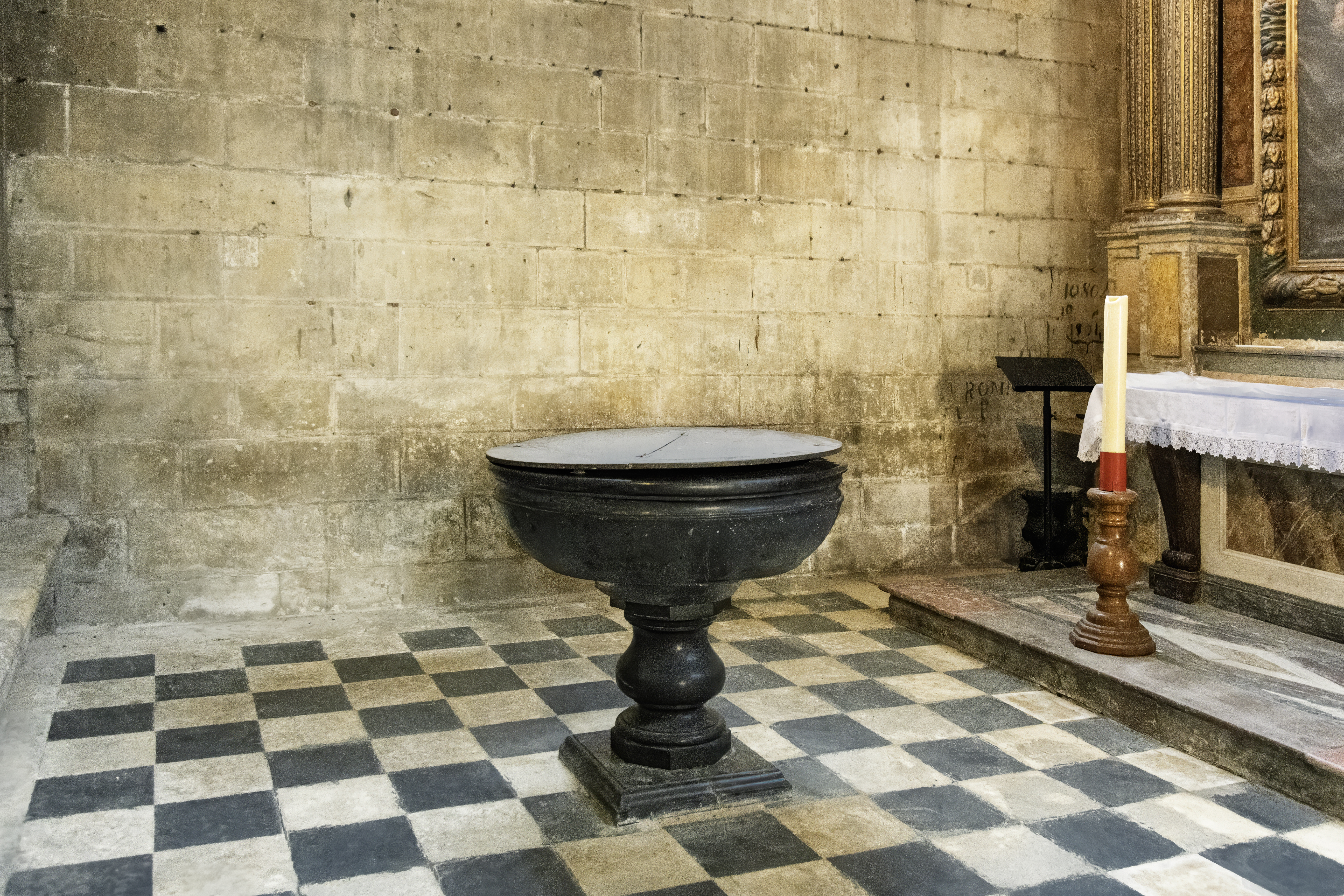
Fonts Baptismaux
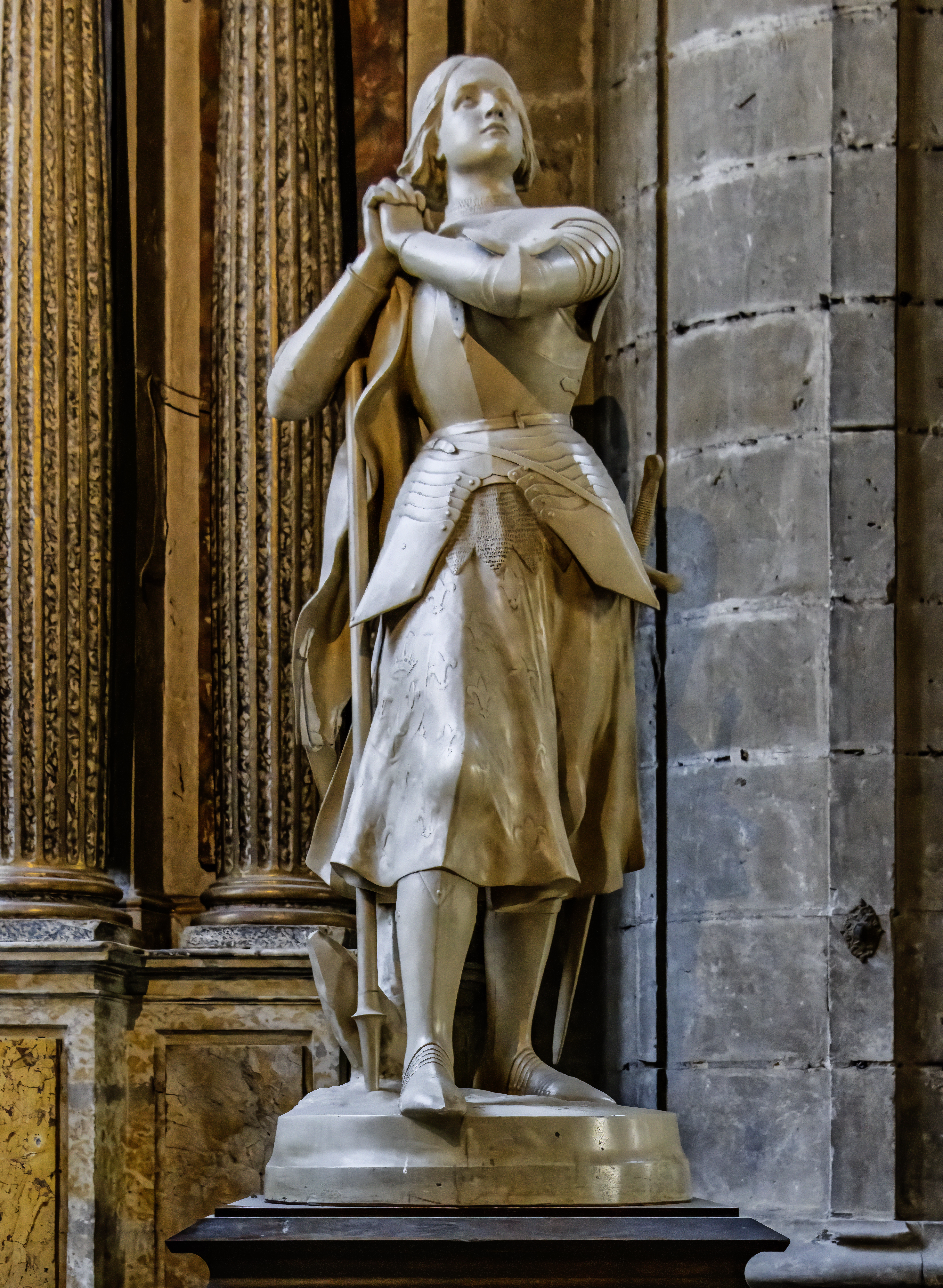
Jeanne d'Arc en armure - par Charles Desvergnes

### (2) Chapelle Sainte-Thérèse-d'Avila

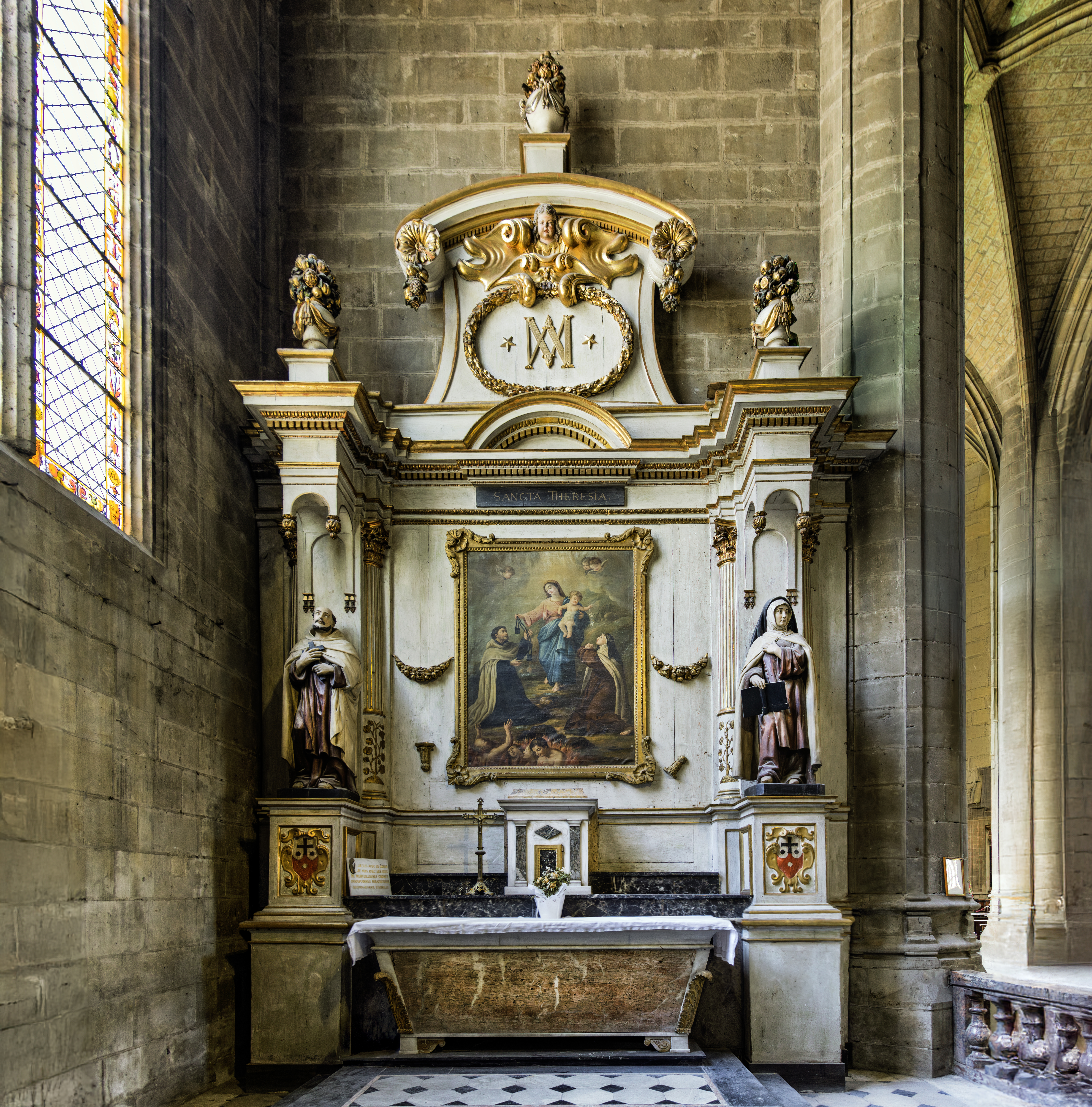
Retable
La Descente de Croix par Jean-Baptiste Smets

### (4) Chapelle Saint-Joseph

Chapelle Saint-Joseph
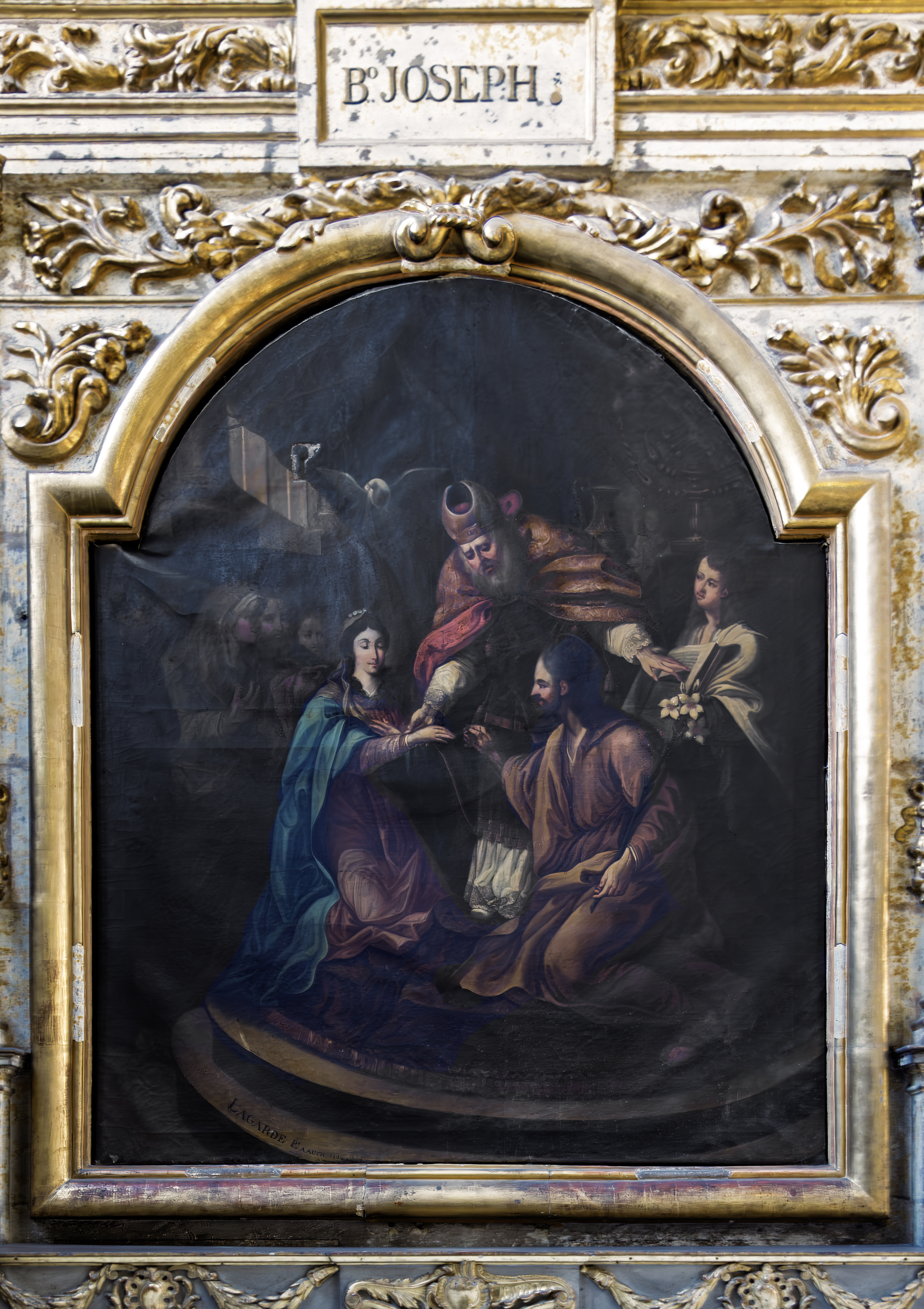
Mariage de saint Joseph et de la Vierge par Jean-Baptiste Smets vers 1748

### (5) Chapelle de l'Annonciation

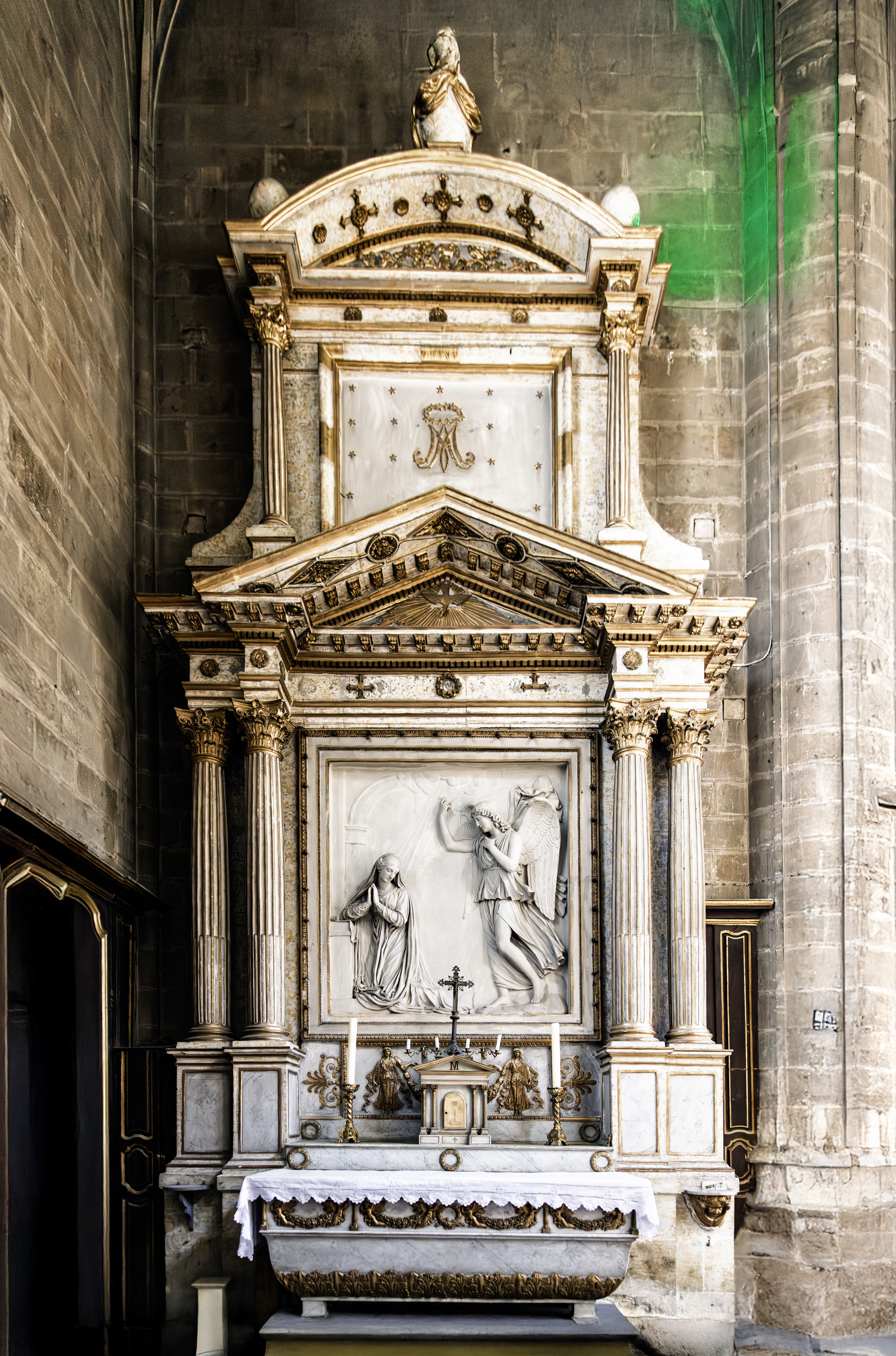
Retable de la chapelle de l'Annonciation

### (6) Chapelle de Saint-Jean-Baptiste

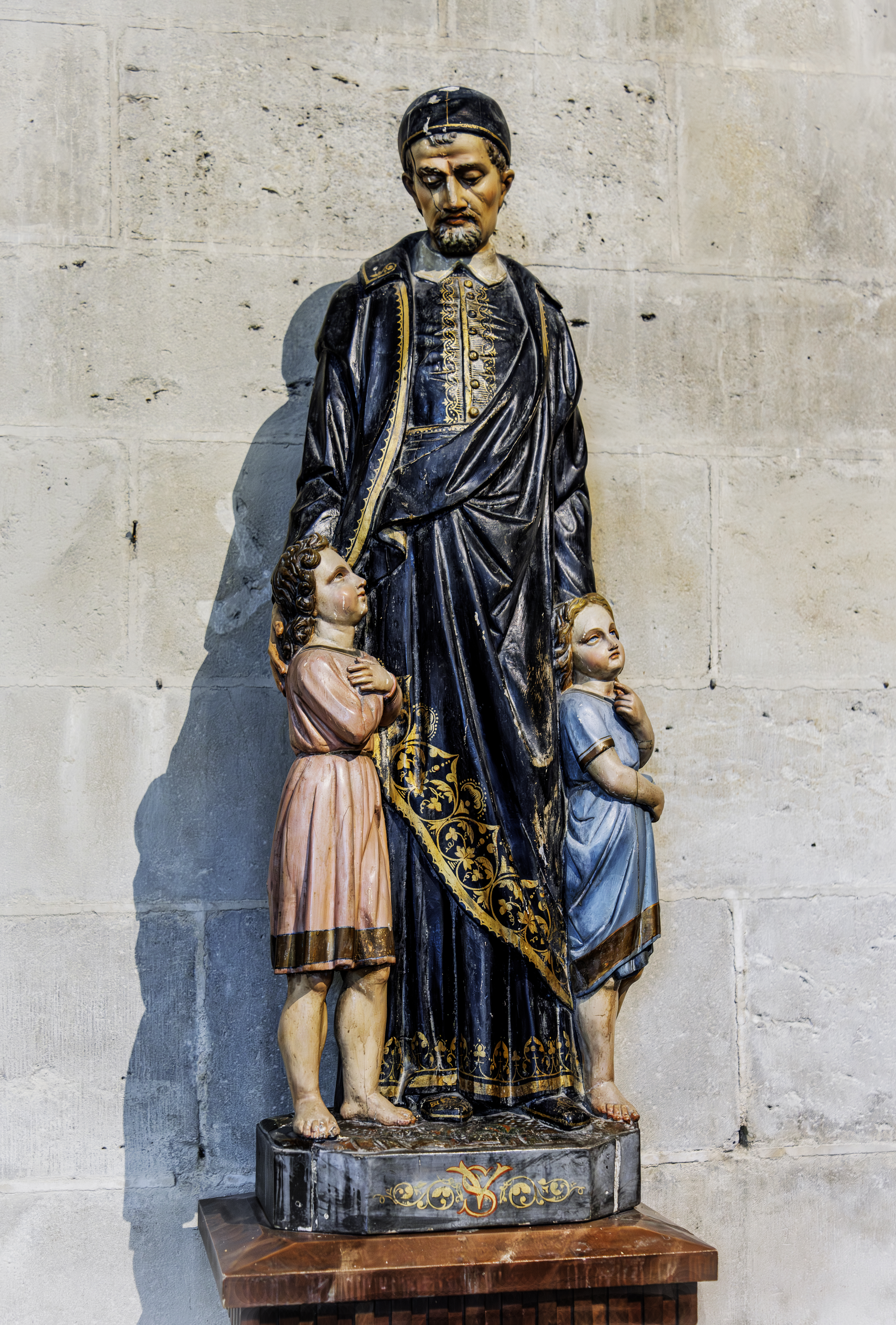
Saint Vincent de Paul par la Maison Giscard (Toulouse)
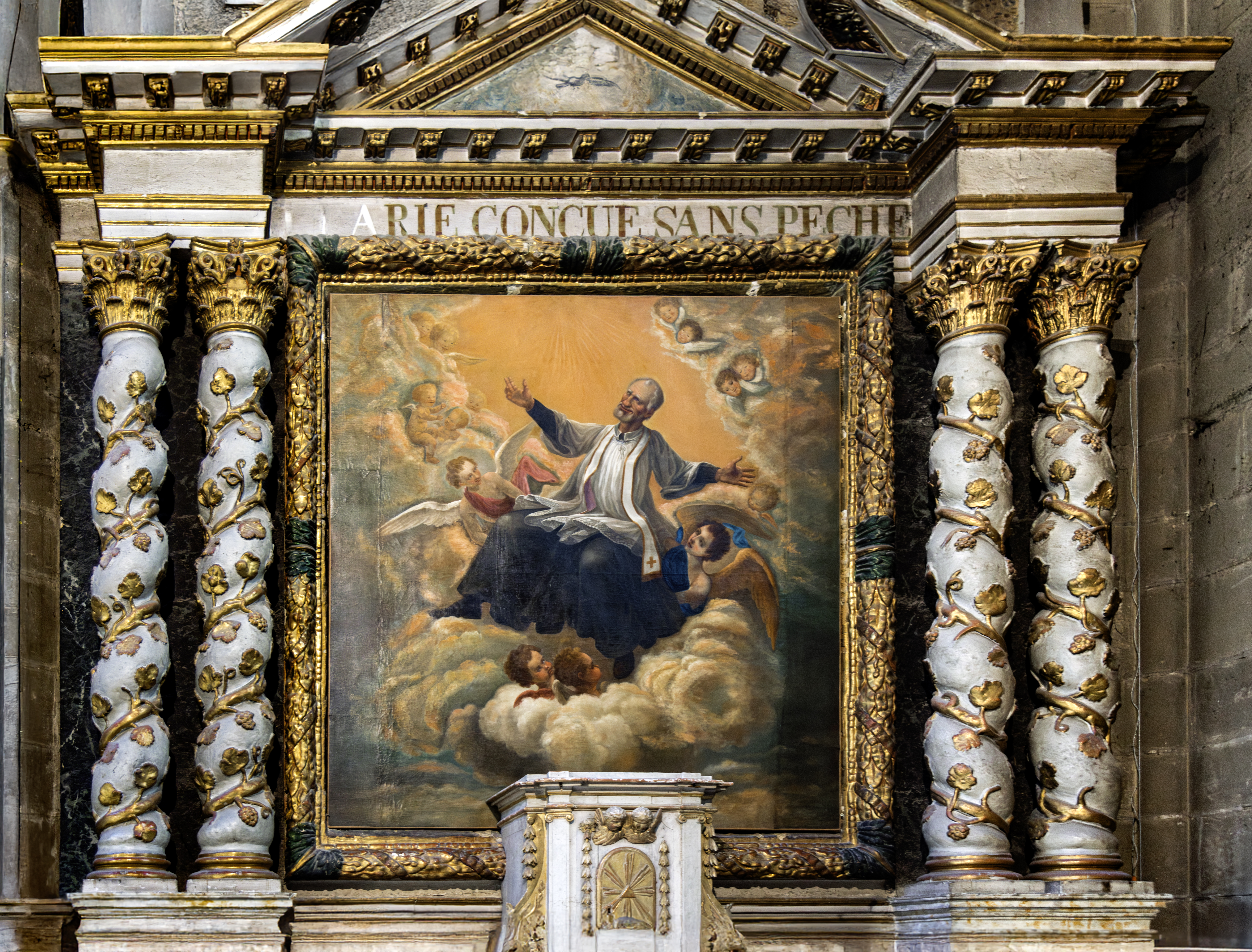
Saint Vincent de Paul, assis « en gloire »
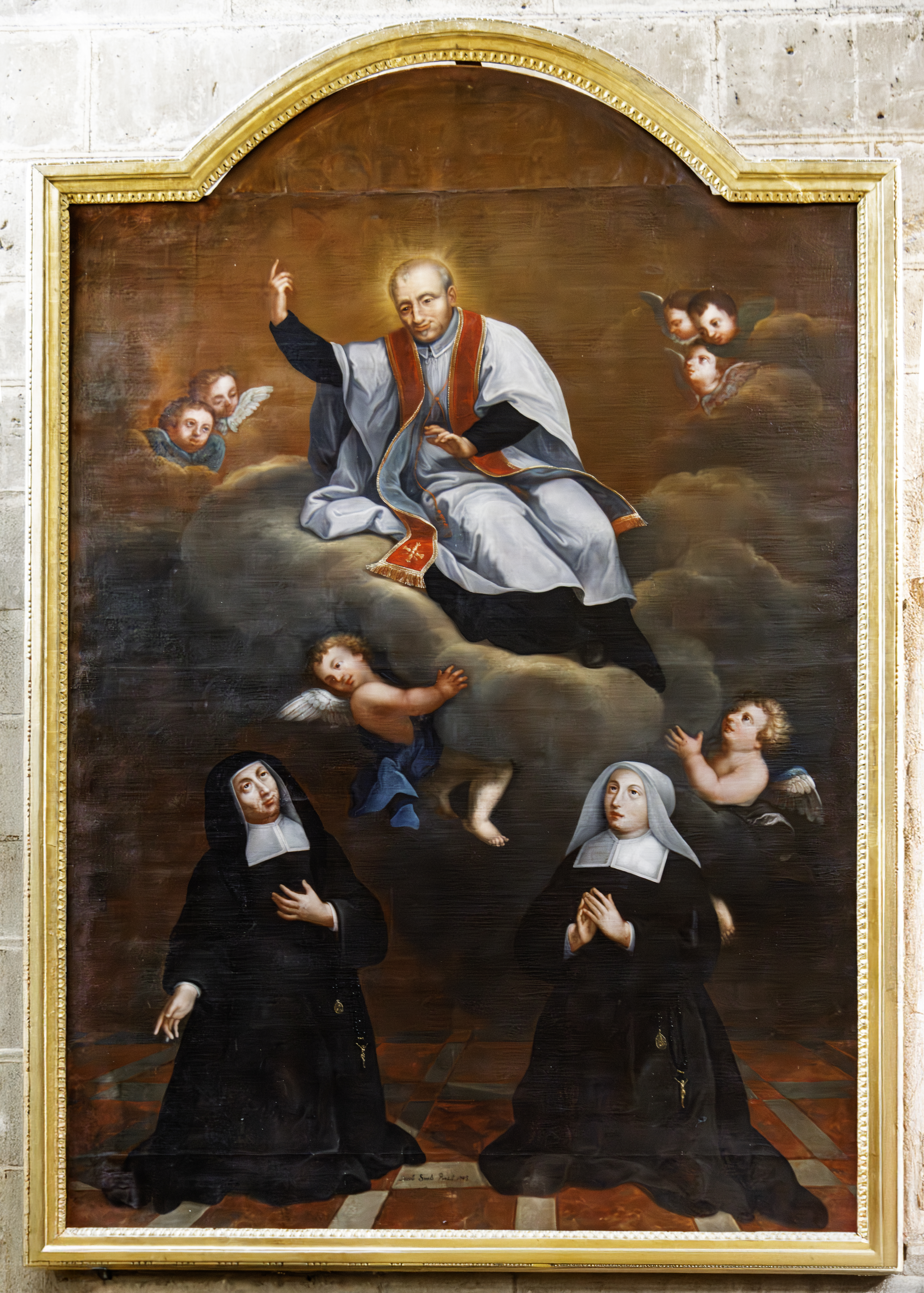
Saint Vincent de Paul avec deux religieuses.

### (7) Chapelle de la Nativité du Christ

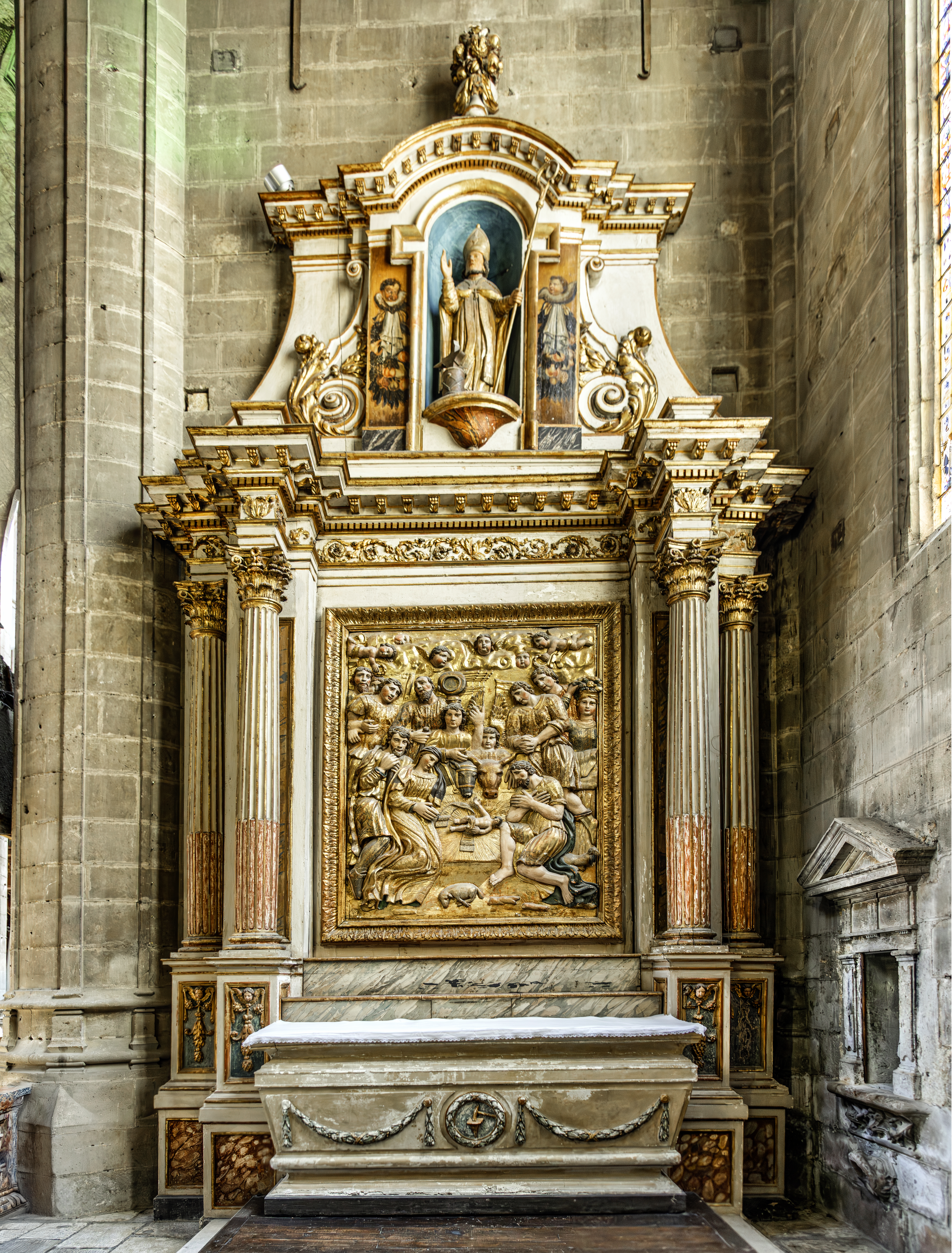
La Nativité par Jean Doulié 1662
Saint Dominique recevant le rosaire des mains de la Vierge par Jean-Baptiste Smets
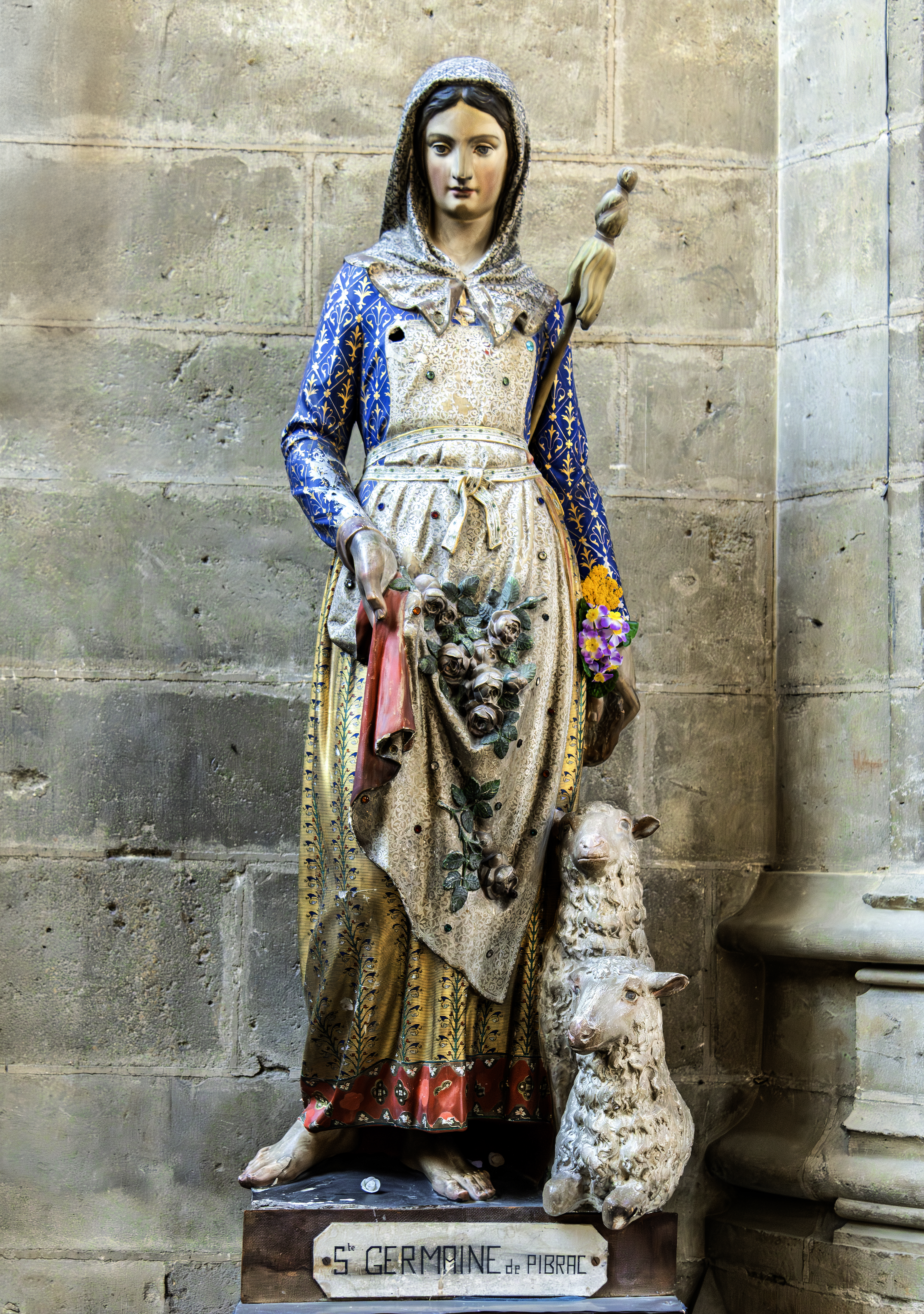
Sainte Germaine de Pibrac

### (10) Chapelle de la Compassion

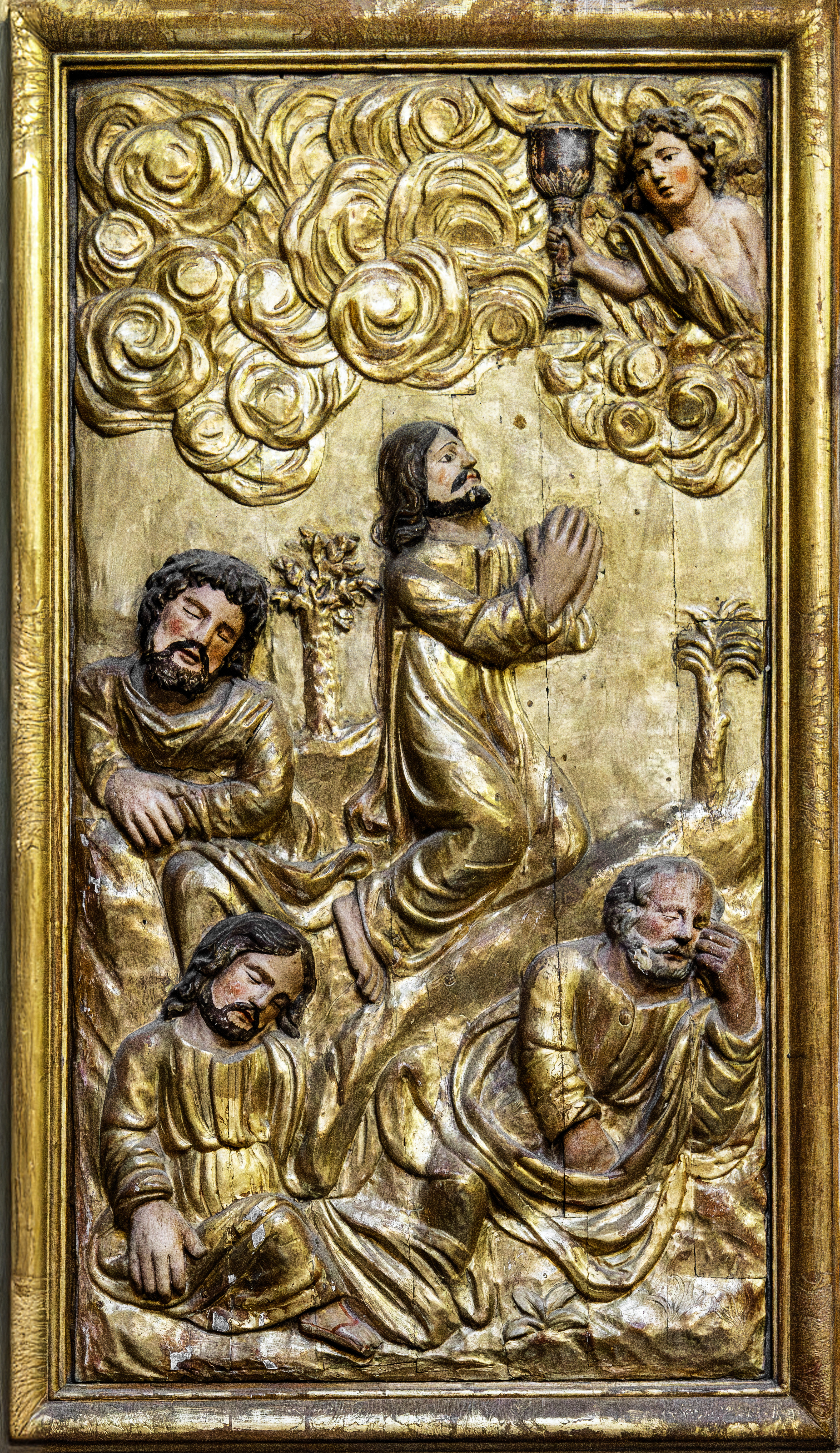
Le Jardin des Oliviers

### (11) Chapelle du Purgatoire

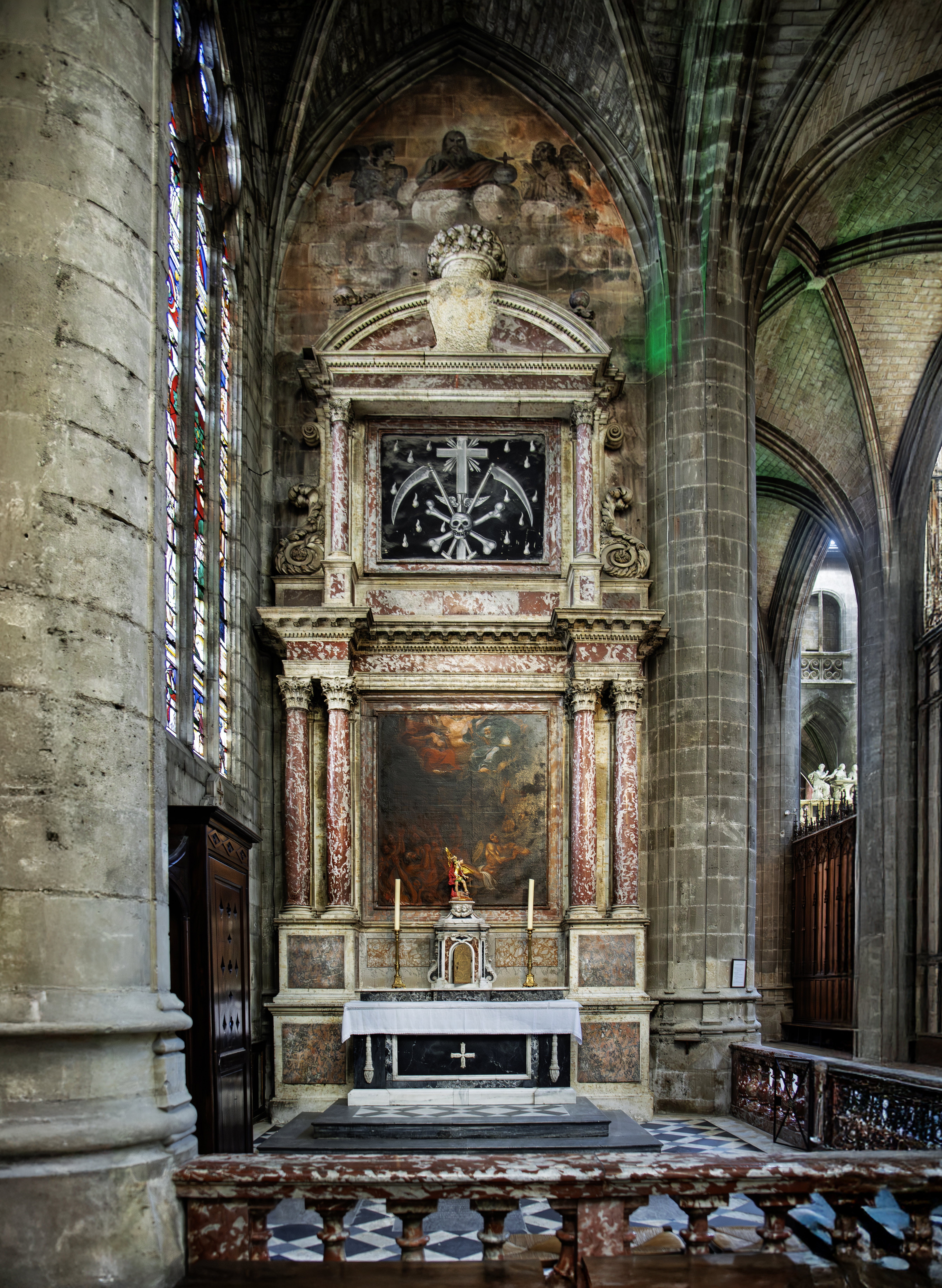
Retable de la chapelle du Purgatoire. Tableau d'Augustin Lagarde (1769‑1835).

### (17)Chapelle du Saint-Sépulcre

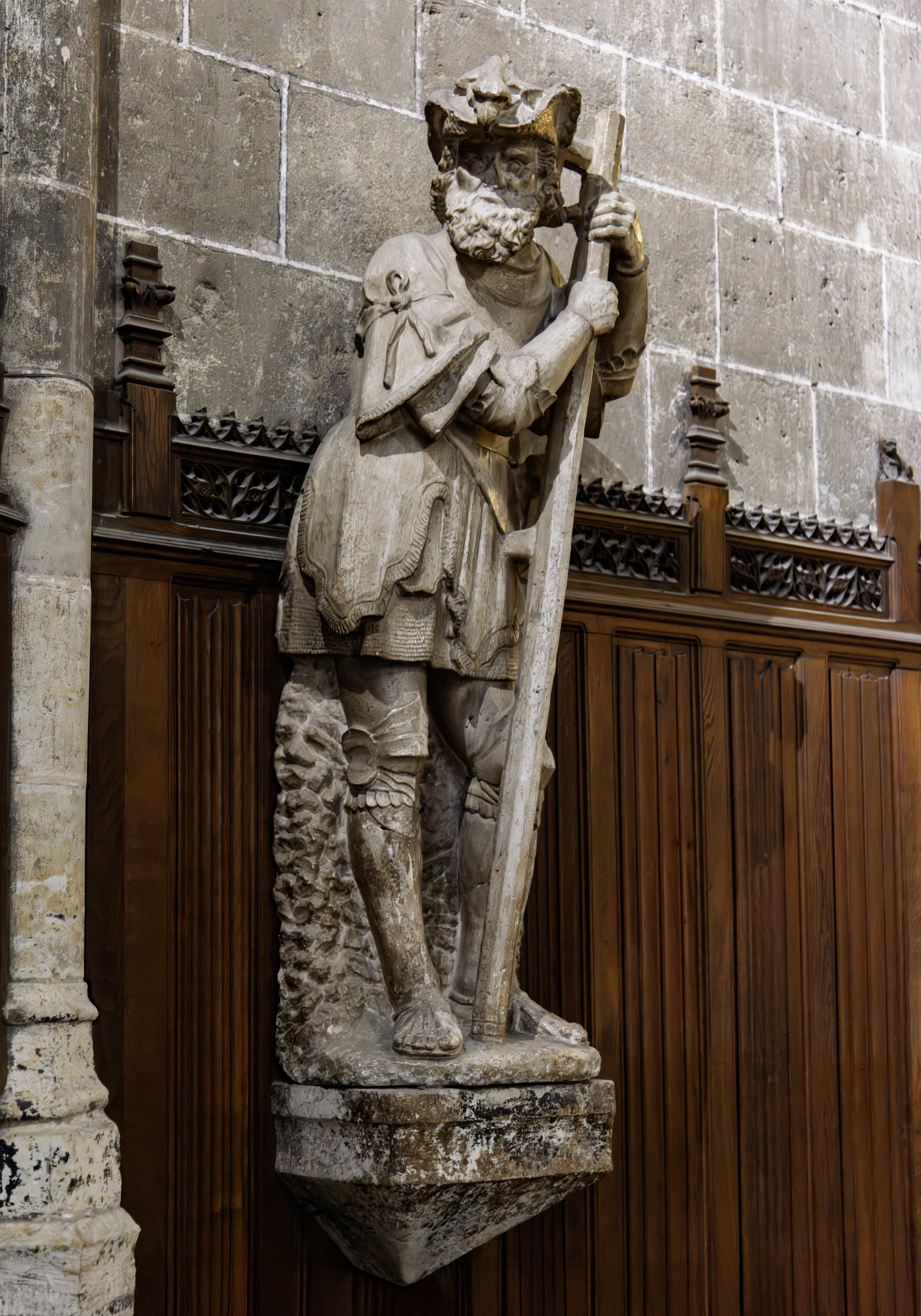
Statue isolée côté gauche
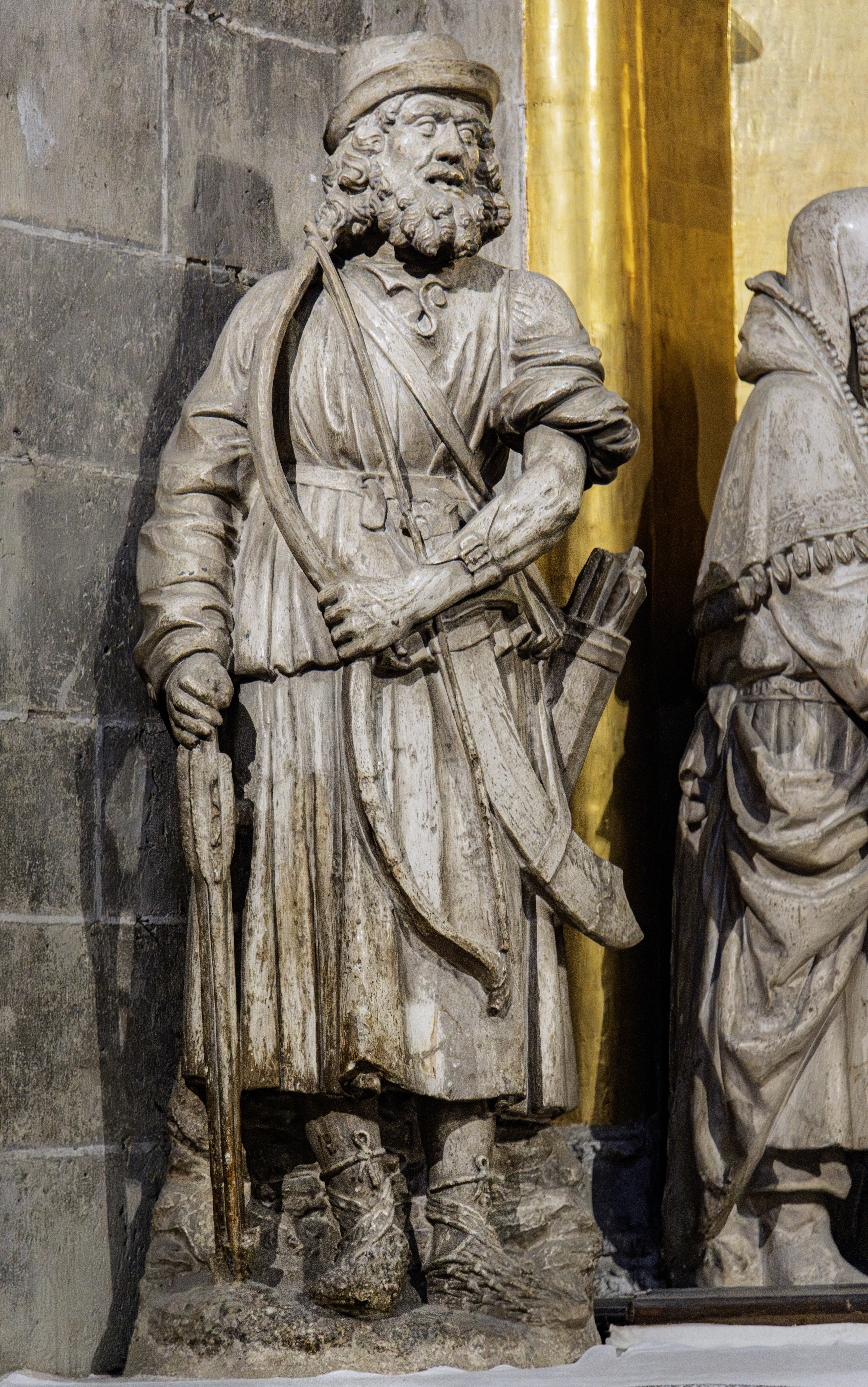
L'archer de gauche.
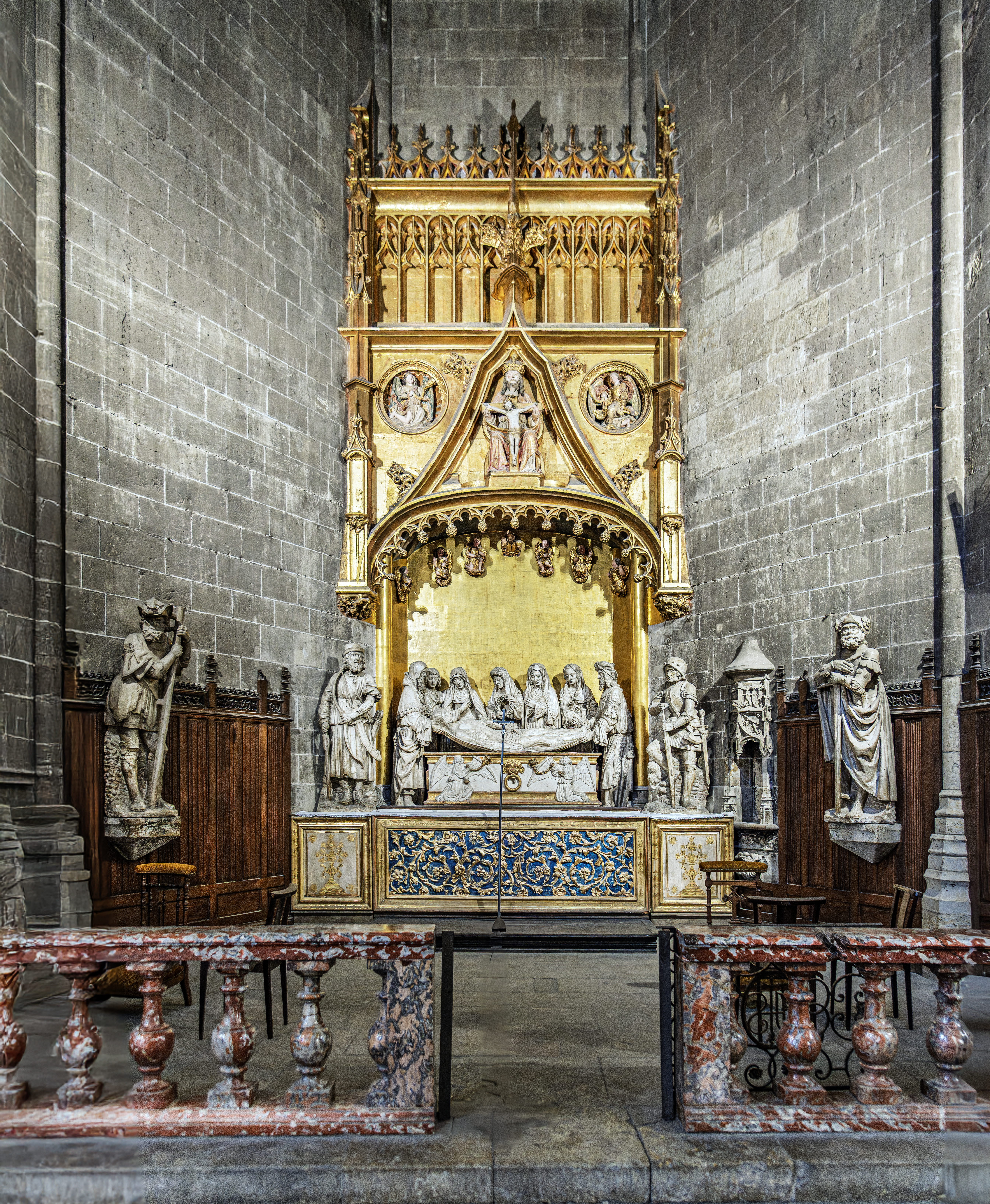
Chapelle du Saint-Sépulcre avec la mise au tombeau.
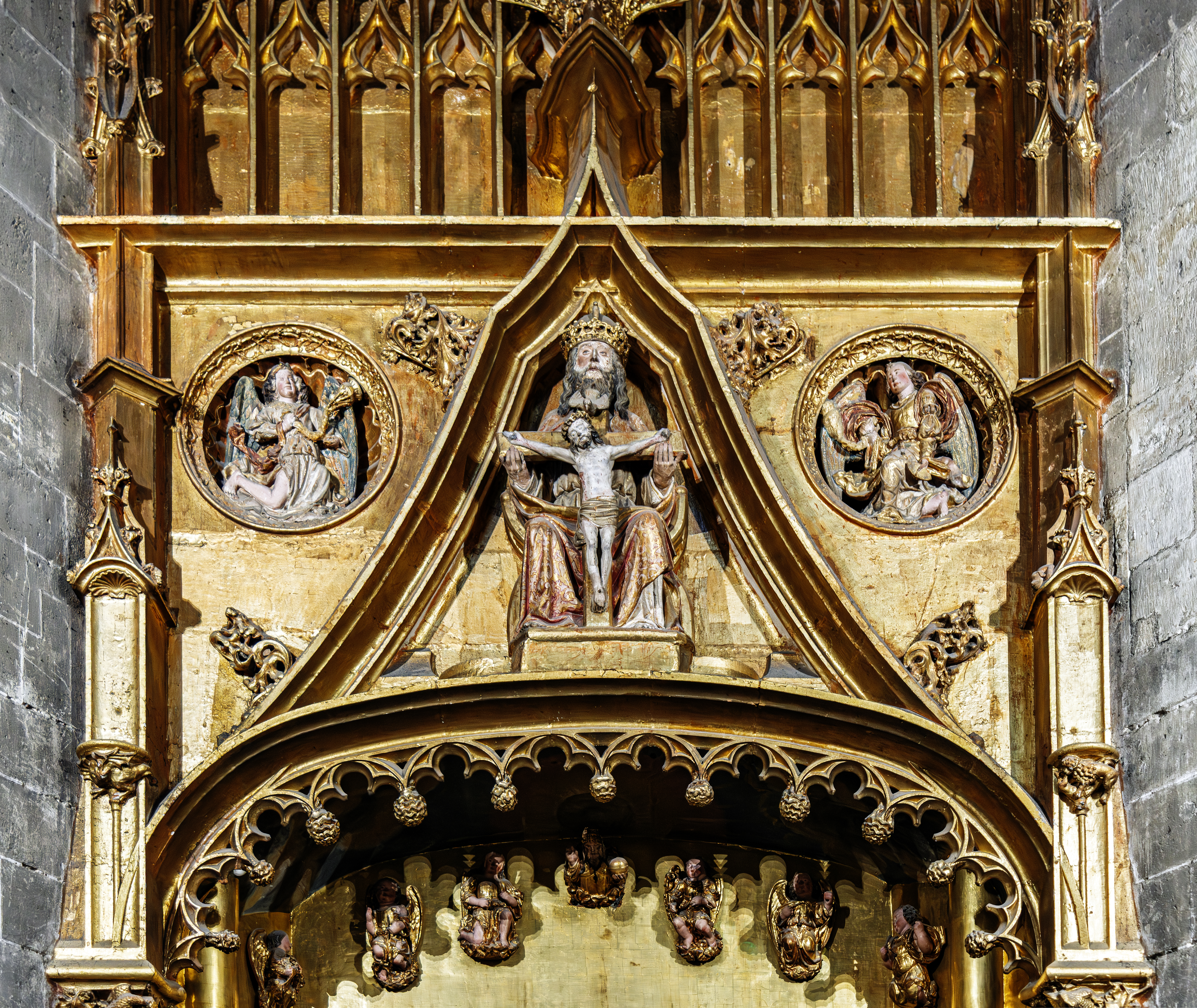
Partie haute du retabl
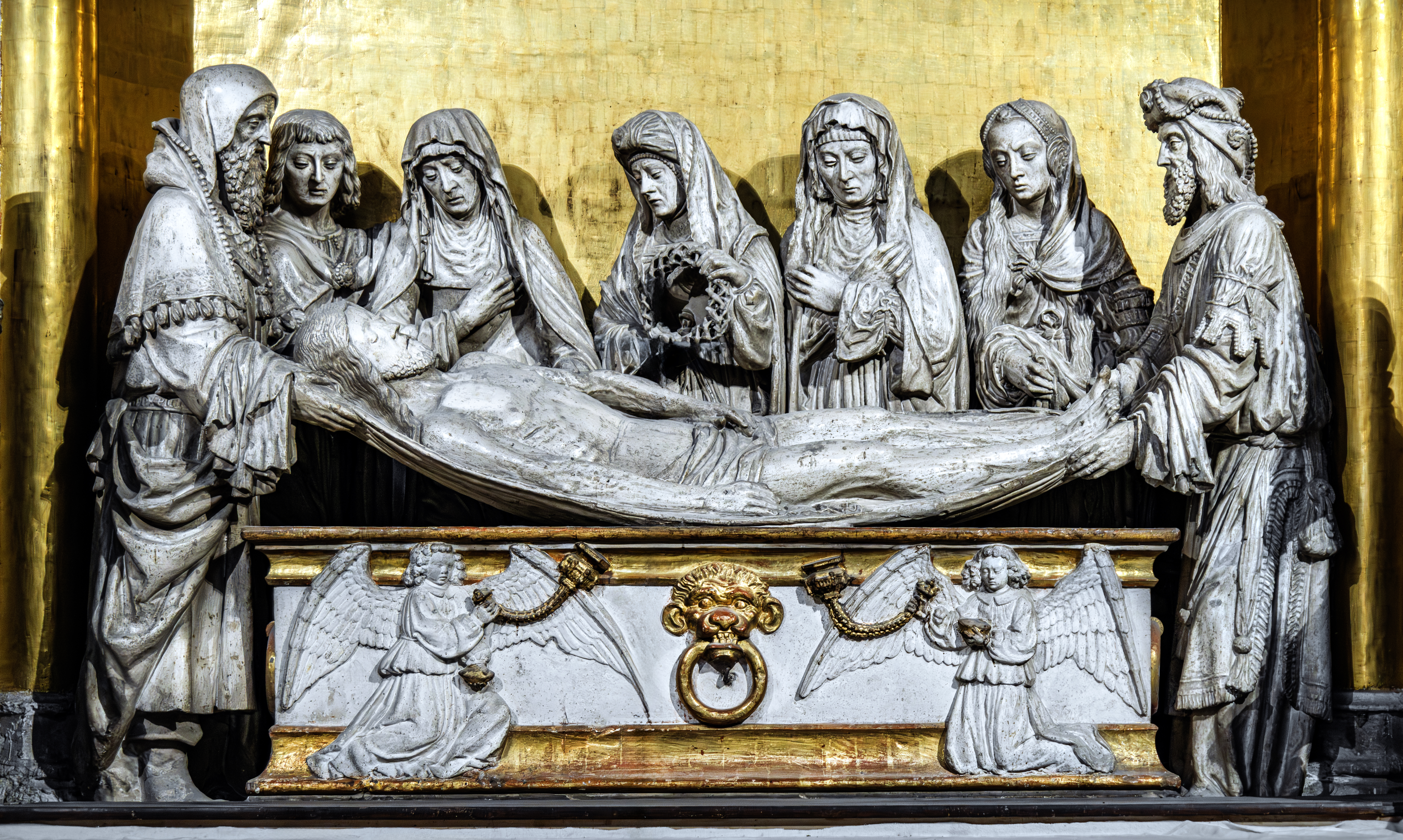
Groupe central monolithique.
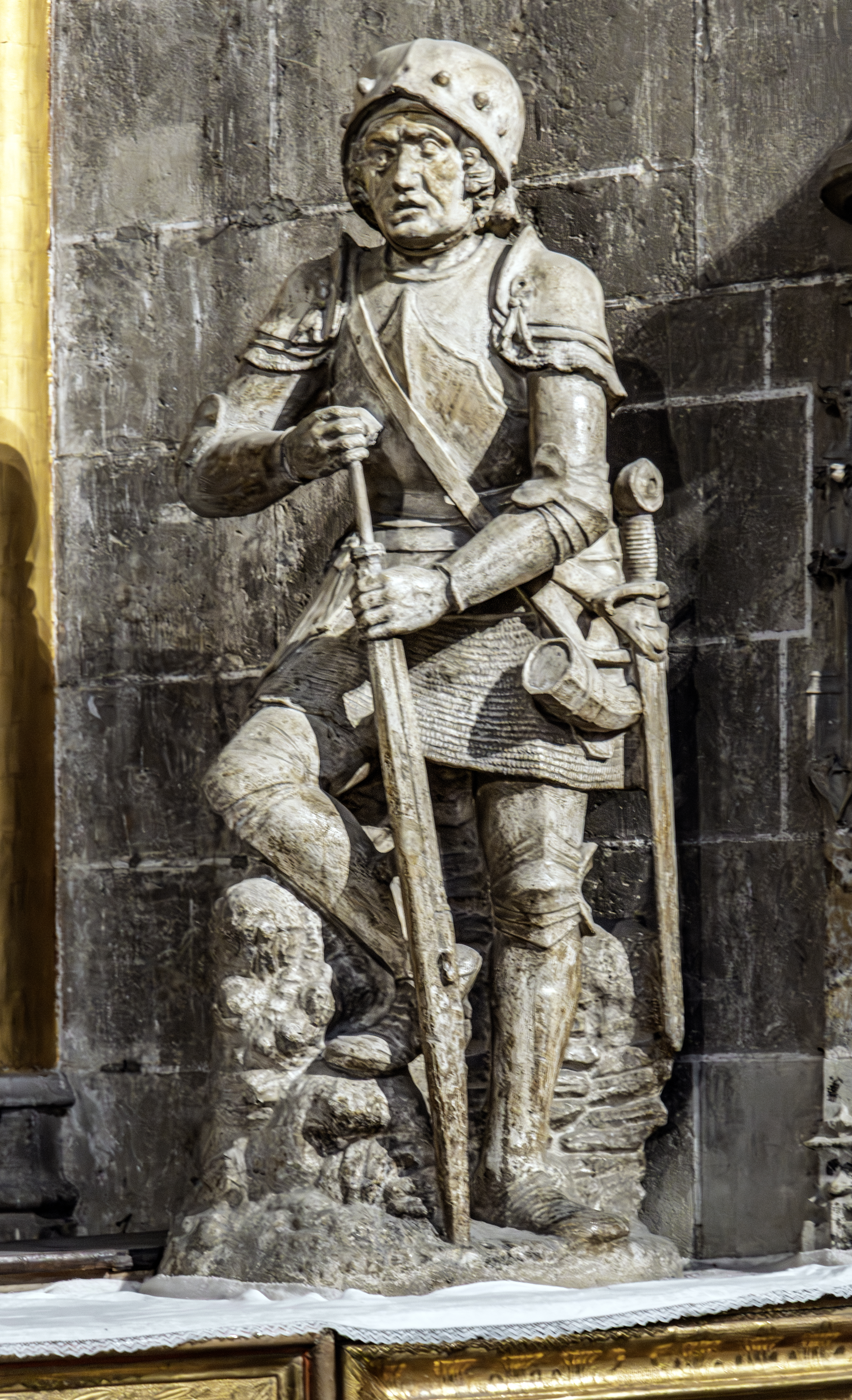
Arquebusier droit
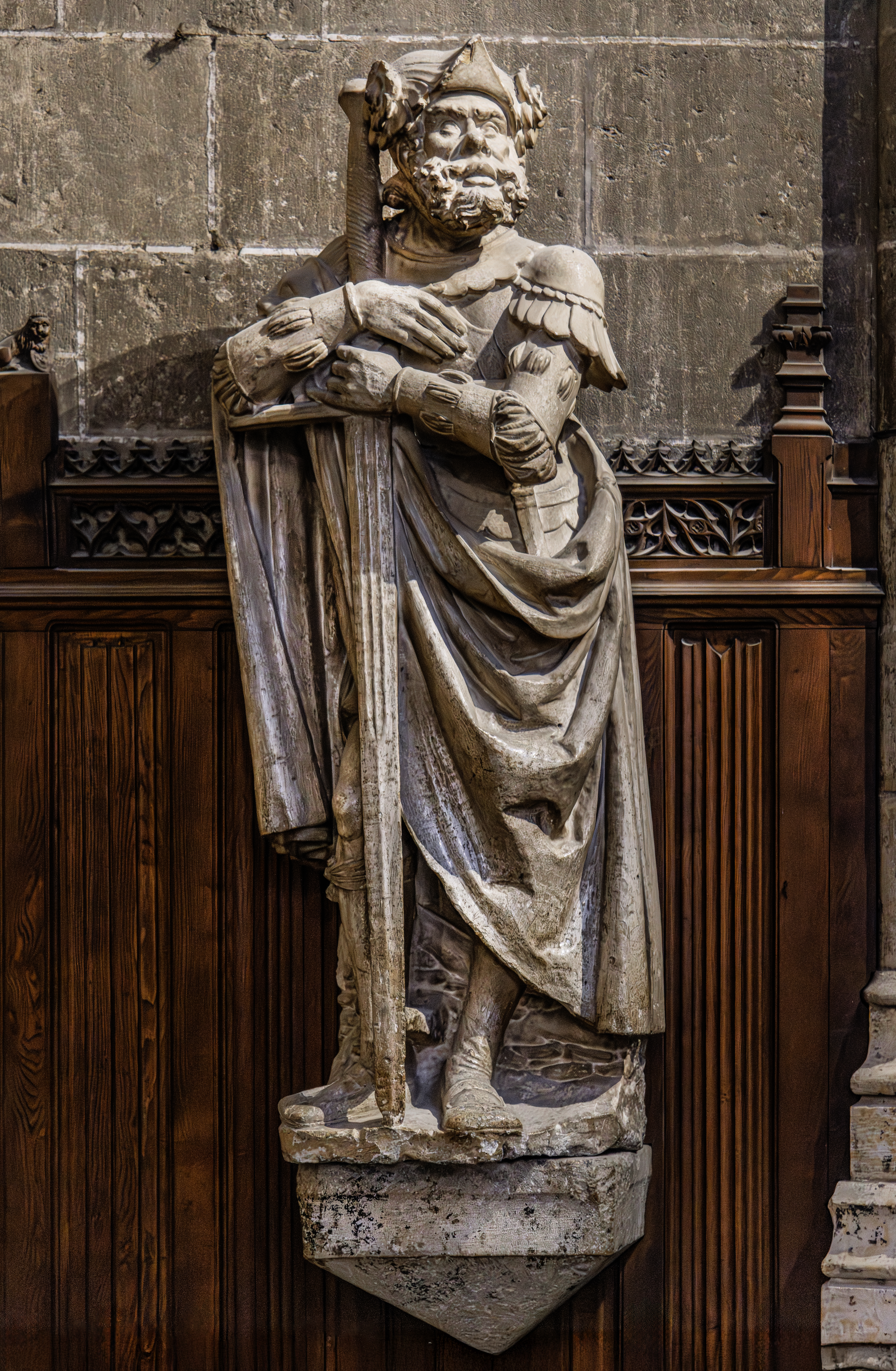
Statue isolée côté droit

### (21)Chapelle Notre-Dame

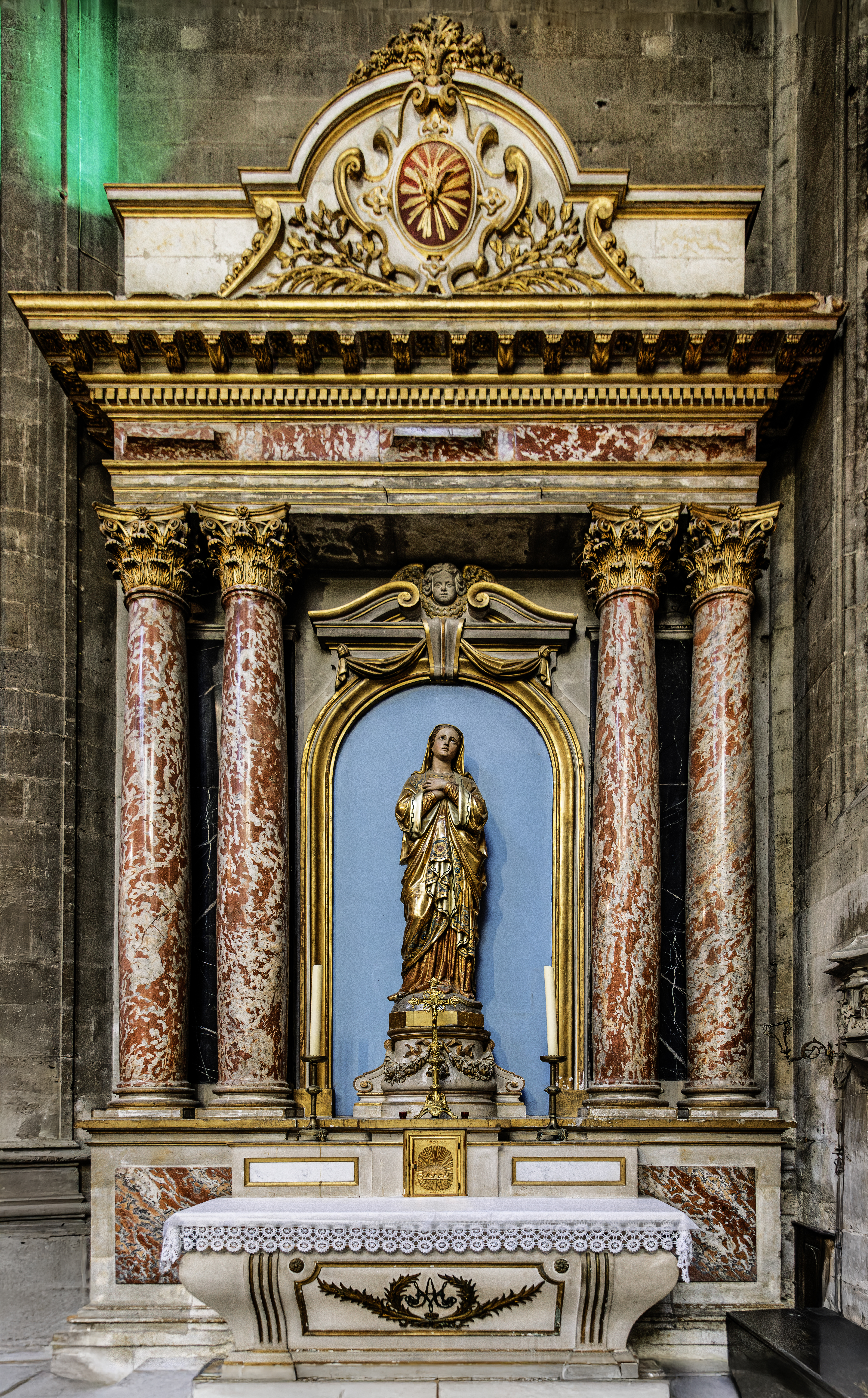
Retable de la Chapelle Notre-Dame
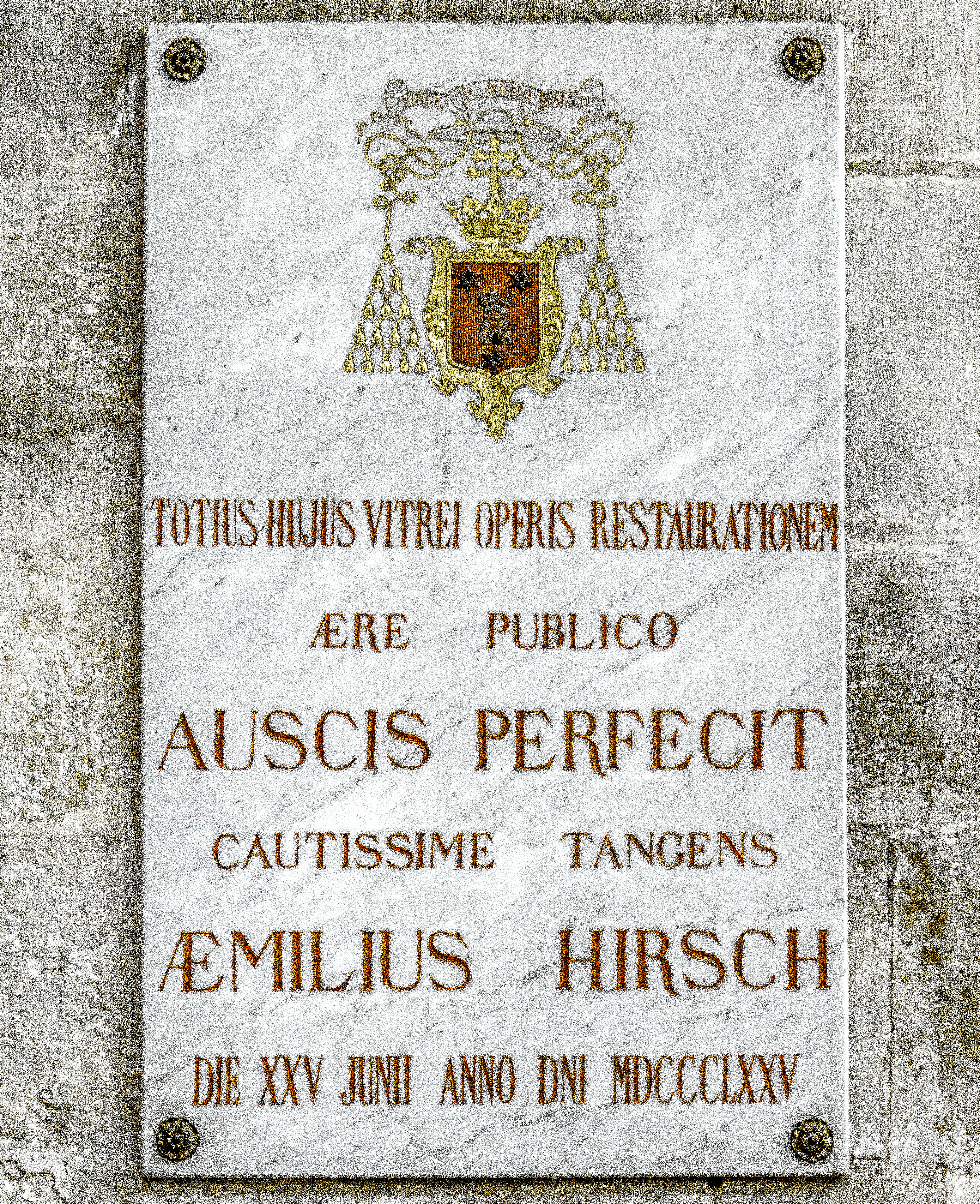
Plaque commémorative de la restauration de la chapelle en 1875
Piscine (lavabo)

## Vitraux d'Arnaud de Moles[1]
La série commence du côté de l'Évangile, c'est-à-dire du côté droit de l'église en regardant l'ouest :
- Chapelle du Purgatoire : dans le haut trois personnages, Abel, Énosh et Senochoe Tentation et Chute originelle. Vers le milieu, Dieu créant l'univers, formant le corps de l'homme et façonnant la femme. Plus bas, Adam et Ève au Paradis. Dans le soubassement, expulsion du Paradis, Ève au milieu de ses enfants et le meurtre d'Abel par Caïn. Le pavé couvre les sépultures de trois archevêques d'Auch, Mgr d'Apchon (1775-1783), Mgr Balaïn (1896-1905), Mgr Ricard (1907-1935).

- Chapelle du Saint-Cœur de Marie : dans des niches richement ornées, Noé, Jacob, saint Pierre, et la sibylle d'Érythrée. En bas : Noé ivre entouré de ses trois fils, bénédiction de Jacob, Jésus marchant sur les eaux, Annonciation à Marie.

- Chapelle de Notre-Dame de Pitié : Abraham, Melchisedech, saint Paul et la sibylle de Samos portant le berceau du Messie. Dans le soubassement, le sacrifice d'Abraham, la conversion de saint Paul, la naissance de Jésus. Dans le fenestrage, anges musiciens, Éli et Samuel.

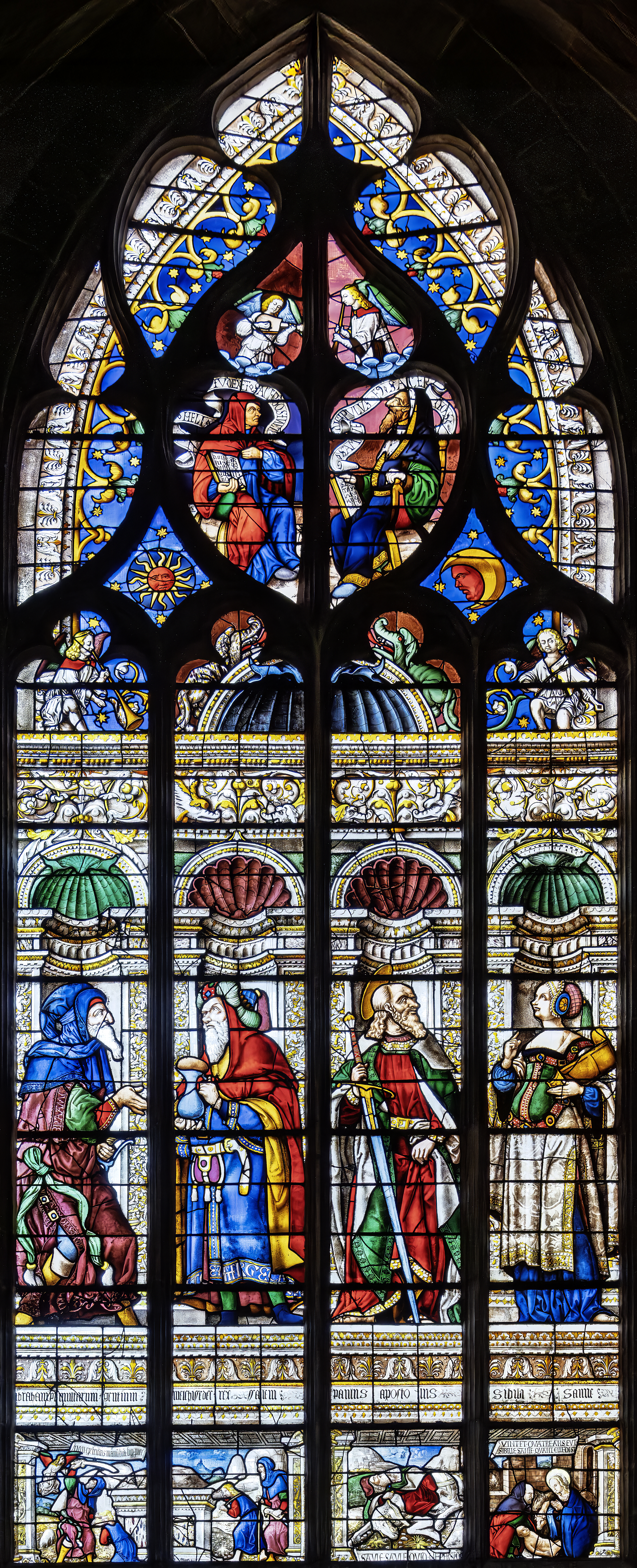

- Chapelle de Sainte-Anne :

Premier vitrail : Isaac, Samuel et Osée. En haut, est assise la sibylle persique interrogeant le grand prêtre Éli
Deuxième vitrail : Jacob, Jonas et saint Marc ; dans le soubassement, Jonas jeté à la mer devient la proie d'un monstre marin
Troisième vitrail : Moïse, la sibylle libyque, Hénoch ; dans le soubassement, Moïse et le buisson ardent, l'empereur Auguste apercevant l'Enfant Jésus comme prédit par la sibylle libyque et Hénoch enlevé de terre par deux anges.
- Chapelle de Sainte-Catherine :

Première verrière : Joseph, saint André et Joël ; dans le petit tableau, Joseph vendu par ses frères
Deuxième verrière : Josué en costume de guerre, la sibylle Europa armée du glaive en signe du massacre des innocents et Amos ; au-dessous, la fuite en Égypte
Troisième verrière : Caleb, saint Barthélemy, Abdias ; au sommet de l'ogive, sainte Madeleine, en dessous à droite sainte Catherine et sainte Agathe, à gauche sainte Barbe et sainte Lucie.
Cette chapelle a pu aussi être consacrée à St-Barthélémy ; l'existence de ce titre est certaine car un acte  de 1637 cite les prébendiers de la chapelle St-Barthélémy comme héritiers des biens d'un des leurs, nommé Jacques Dadau.
- Chapelle du Saint-Sacrement :

Première verrière : Isaïe, saint Philippe, Michée
Deuxième verrière : Crucifixion avec Marie, saint Jean et Madeleine
Troisième verrière : David, saint Jacques le Majeur, Azarias.

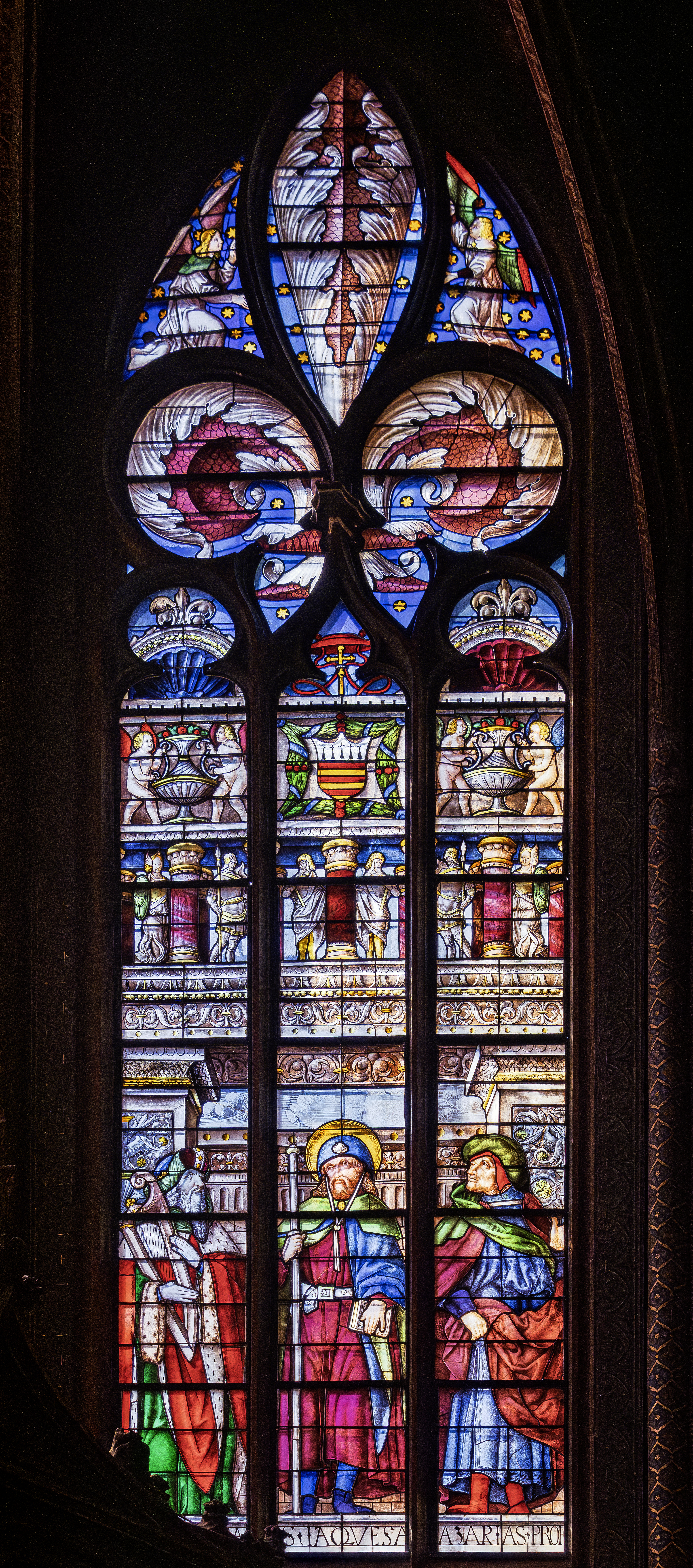
Troisième verrière

- Chapelle du Saint-Sépulcre et de la Trinité :

Cette chapelle, adossée au mur de l'ancien palais épiscopal, n'a pas de verrière ; elle abrite une magnifique scène sculptée dans la pierre avec onze personnages distincts, c'est la mise au tombeau le soir du Vendredi saint. Au moins une large part est monolithe.
- Chapelle de Saint-Louis ou du vœu de la ville [2] :

Premier vitrail : Jérémie, la sibylle Agrippa portant le fouet de la flagellation, Nahum ; en dessous, la flagellation du Christ
Deuxième vitrail : Daniel, la sibylle cimmérienne, saint Mathieu ; au-dessous, Daniel en prière dans la fosse aux lions
Troisième vitrail : Sophonias, Élie et Urie ; dans le soubassement, Élie enlevé au ciel dans un char de feu.

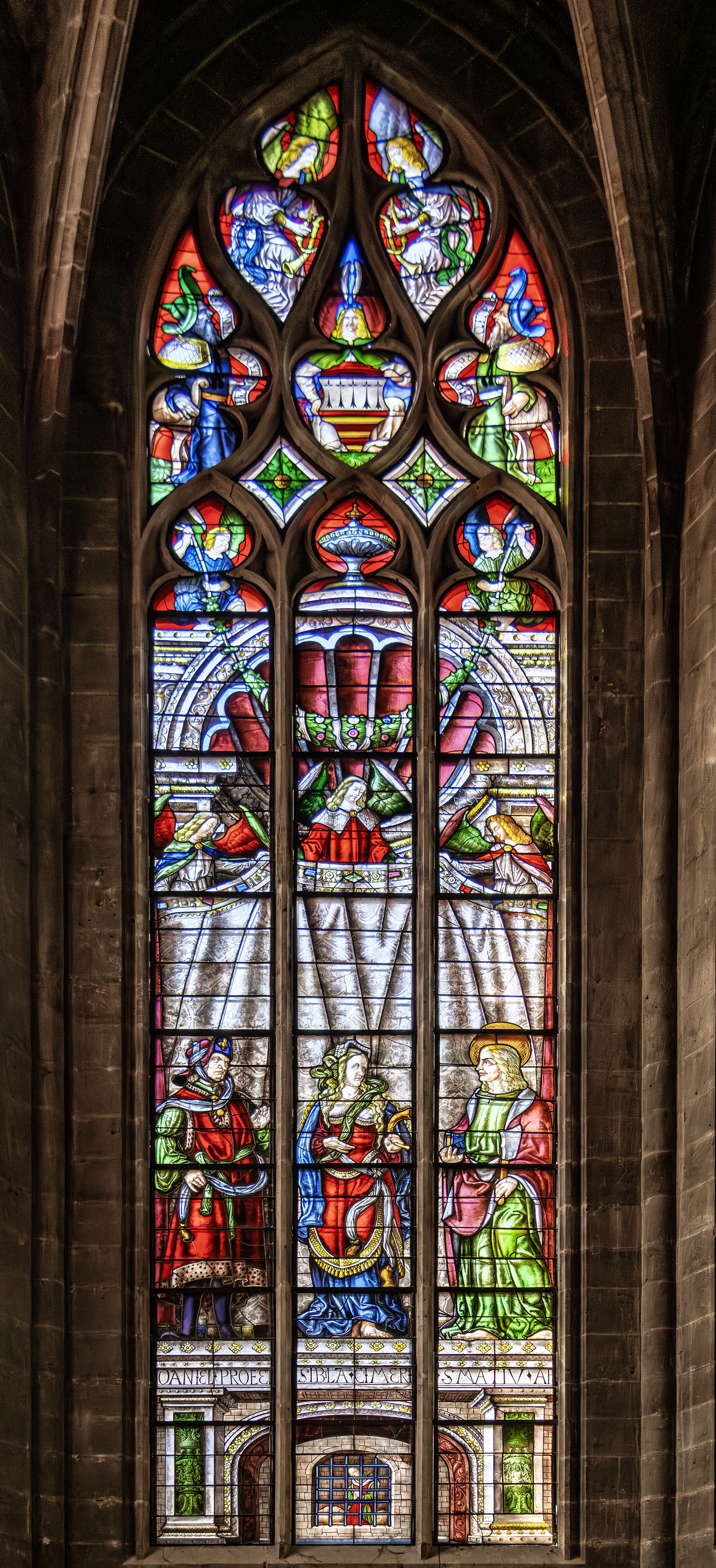
Deuxième vitrail

- Chapelle de la Passion : saint Mathias portant la hache de son supplice, Esdras transcrivant les livres de Moïse, Habacuc et la sibylle tiburtine tenant une main coupée ; au-dessus, anges porteurs de guirlande.
- Chapelle de l'Ascension : Élisée, saint Jude montrant la scie de son dernier supplice, la sibylle de Delphes portant à la main droite la couronne d'épines du Messie et Aggée ; dans le soubassement, Élisée guérissant Naaman, le martyre de saint Jude, le couronnement d'épines.
- Chapelle de Notre-Dame d'Auch ou du Saint-Esprit : sainte Madeleine et saint Thomas reconnaissent le Sauveur ressuscité et l'adorent ; en bas, les disciples d'Emmaüs reconnaissent, à la fraction du pain, Jésus ressuscité. 
Dans une frise intermédiaire, on lit « Le 25 juin 1513 furent achevés les présents vitraux en l'honneur de Dieu et de Notre-Dame » et au-dessous, le nom de l'auteur des verrières ARNAUD de MOLES